# 혈청병
혈청병(serum sickness)은 비인간 동물 유래 항혈청 단백질에 대한 반응으로, 노출 후 5~10일 후에 발생한다. 증상으로는 발진 (의학), 관절통, 발열, 림프절병증이 흔히 나타난다. 이는 과민반응의 한 유형으로, 특히 면역 복합체 과민반응(제3형)이다. 혈청병 유사 반응(SSLR)이라는 용어는 페니실린과 같은 특정 비단백질 물질의 유입으로 발생하는 유사한 질환을 지칭하는 데 종종 사용된다.
혈청병은 증상, 혈액 검사 및 소변 검사를 통해 진단할 수 있다. 동물 혈청에서 유래한 항독소를 사용하지 않고 예방적 항히스타민제나 코르티코스테로이드를 통해 예방할 수 있다. 일반적으로 자연적으로 호전되지만, 코르티코스테로이드, 항히스타민제, 진통제, 그리고 (심각한 경우) 프레드니손으로 치료할 수 있다. 혈청병은 1906년에 처음 보고되었다.

## 같이 보기
- 과민반응